# Schmersau
Schmersau gehört zur Ortschaft Gladigau und ist ein Ortsteil der kreisangehörigen Hansestadt Osterburg (Altmark) im Landkreis Stendal in Sachsen-Anhalt.

## Geographie
Schmersau, ein Straßendorf mit Kirche, liegt 11 Kilometer westlich von Osterburg und zwei Kilometer südwestlich von Gladigau, mit dem es über die Kreisstraße 1074 verbunden ist; diese führt in östlicher Richtung nach Orpensdorf und Flessau.
Nachbarorte sind Hagenau im Westen, Gladigau im Nordwesten, Orpensdorf und Rönnebeck im Nordosten, Natterheide im Südosten, sowie Späningen und Biesenthal im Südwesten.

## Geschichte

### Mittelalter bis Neuzeit
Der Ort wurde 1337 erstmals urkundlich als smersowe erwähnt, beim Verkauf eines verlassenen Hofes durch Rule von Bismark an den Ortsschulzen. Im Landbuch der Mark Brandenburg von 1375 wird das Dorf als Smersowe und Smersow  aufgeführt. Weitere Nennungen sind 1406 das dorpe to Smersow und 1687 Schmersow.
Im Dreißigjährigen Krieg wurde der Ort geplündert und teilweise zerstört. Beckmann berichtete 1753 über diese Verhältnisse im grossen Krieg: der örtliche Pfarrer war 13 Mal ausgeplündert worden.

### Eingemeindungen
Das Dorf gehörte bis 1807 zum Stendalschen Kreis, danach bis 1813 zum Landkanton Osterburg im Königreich Westphalen, ab 1816 kam die Gemeinde in den Kreis Osterburg, den späteren Landkreis Osterburg in der preußischen Provinz Sachsen.
Am 1. April 1939 erfolgte der Zusammenschluss der Gemeinden Schmersau und Orpensdorf zu einer Gemeinde mit dem Namen Schmersau.
Am 25. Juli 1952 wurde die Gemeinde Schmersau in den Kreis Osterburg umgegliedert. Die Gemeinde Schmersau wurde am 1. Februar 1974 aufgelöst und mit ihrem Ortsteil Orpensdorf in die Gemeinde Gladigau eingemeindet. Am 1. Juli 2009 erfolgte der Zusammenschluss der Gemeinde Gladigau mit anderen Gemeinden zur neuen Einheitsgemeinde Hansestadt Osterburg (Altmark). Die Ortsteile Schmersau und Orpensdorf kamen dadurch zur neuen Ortschaft Gladigau und zur Hansestadt Osterburg (Altmark).

### Einwohnerentwicklung
| Jahr | Einwohner |
| ---- | --------- |
| 1734 | 124       |
| 1772 | 129       |
| 1790 | 156       |
| 1798 | 166       |
| 1801 | 178       |
| 1818 | 168       |
| 1840 | 196       |
| 1864 | 209       |

| Jahr | Einwohner |
| ---- | --------- |
| 1867 | [0]211    |
| 1871 | 191       |
| 1885 | 200       |
| 1892 | [00]199   |
| 1895 | 196       |
| 1900 | [00]195   |
| 1905 | 192       |
| 1910 | [00]186   |

| Jahr | Einwohner |
| ---- | --------- |
| 1925 | 218       |
| 1936 | [0]183    |
| 1939 | 262       |
| 1946 | 422       |
| 1964 | 293       |
| 1971 | 271       |
| 2011 | [00]079   |
| 2012 | [00]079   |

| Jahr | Einwohner |
| ---- | --------- |
| 2018 | [00]76    |
| 2019 | [00]74    |
| 2020 | [00]75    |
| 2021 | [00]72    |
| 2022 | [0]76     |
| 2023 | [0]75     |

Quelle, wenn nicht angegeben, bis 1971:

## Religion
Die evangelische Kirchengemeinde Schmersau, die früher zur Pfarrei Schmersau bei Meßdorf gehörte, wird heute betreut vom Pfarrbereich Gladigau im Kirchenkreis Stendal im Bischofssprengel Magdeburg der Evangelischen Kirche in Mitteldeutschland.
Die ältesten überlieferten Kirchenbücher für Schmersau stammen aus dem Jahre 1675.
Die katholischen Christen gehören zur Pfarrei St. Anna in Stendal im Dekanat Stendal im Bistum Magdeburg.

## Kultur und Sehenswürdigkeiten
- Die evangelische Dorfkirche Schmersau, ein spätromanischer Feldsteinbau aus dem Ende des 12. Jahrhunderts, wurde im 19. Jahrhundert umgebaut.[7]
- Der Ortsfriedhof ist auf dem Kirchhof.
- Das Dorfgemeinschaftshaus wird zusammen mit der Freiwilligen Feuerwehr genutzt, die vom Förderverein der Freiwilligen Feuerwehr Schmersau e. V. unterstützt wird.[7]
- In Schmersau steht ein Denkmal für die Gefallenen des Ersten Weltkrieges, eine Ziegelsteinwand mit angebrachter Tafel.[21]

## Persönlichkeiten
- Ernst Kredel jun. (1893–1985), deutscher Offizier und Schriftsteller, geboren in Schmersau